# Millares (Potosí)
Millares ist eine Ortschaft im Departamento Potosí im südamerikanischen Anden-Staat Bolivien.

## Lage im Nahraum
Millares ist zentraler Ort des Kanton Millares im Municipio Betanzos in der Provinz Cornelio Saavedra. Die Ortschaft liegt auf einer Höhe von 2308 m am Ostrand des bolivianischen Altiplano am linken Ufer des Río Uchu Mayu. Schon zu Inka-Zeiten führte eine wichtige Durchgangsstraße vom heutigen Potosí kommend in östlicher Richtung an Millares vorbei, und auf eine frühe Besiedlung schon in vorinkaischer Zeit weisen die Höhlenmalereien in den paläontologischen Fundstätten von Lajasmayu hin.

## Geographie
Millares liegt zwischen der bolivianischen Hochebene im Westen und der Cordillera Central im Osten. Das Klima der Region ist ein typisches Tageszeitenklima, bei dem die Temperaturschwankungen im Tagesverlauf stärker ausfallen als im Jahresverlauf.
Die Jahresdurchschnittstemperatur in der Region beträgt etwa 22 °C (siehe Klimadiagramm Millares), die Monatswerte schwanken nur unwesentlich zwischen 19 °C im Juni/Juli und 24 °C im November. Die jährliche Niederschlagsmenge liegt bei gut 500 mm, die Monate April bis Oktober sind arid mit Monatswerten unter 30 mm, nur im Januar wird ein Niederschlag von 100 mm erreicht.

## Verkehrsnetz
Millares liegt in einer Entfernung von 88 Straßenkilometern östlich von Potosí, der Hauptstadt des Departamentos.
Durch Millares führt die überregionale Nationalstraße Ruta 5, welche die entlang der Cordillera Oriental nordsüdlich verlaufende Ruta 7 bei La Palizada verlässt und in südwestlicher Richtung bis zur chilenischen Grenze führt. Die Ruta 5 passiert die Städte Aiquile, Sucre und Yotala, überquert den Río Pilcomayo und erreicht nach insgesamt 354 Kilometern Millares. Von hier aus führt sie über Betanzos, Potosí, Ticatica, Pulacayo und Uyuni auf weiteren 544 Kilometern nach Chile.

## Bevölkerung
Die Einwohnerzahl der Ortschaft ist in den vergangenen beiden Jahrzehnten um etwa zwei Drittel angestiegen:
| Jahr | Einwohner | Quelle       |
| ---- | --------- | ------------ |
| 1992 | 246       | Volkszählung |
| 2001 | 360       | Volkszählung |
| 2012 | 414       | Volkszählung |
| 2024 |           | Volkszählung |